# 维勒讷伊堡
维勒讷伊堡（法語：La Ferté-Villeneuil，法語發音：[la fɛʁte vilnœj]）是法国厄尔-卢瓦省的一个旧市镇，位于该省南部，属于沙托丹区。2017年1月1日，维勒讷伊堡和相邻的另外8个市镇合并为新市鎮克卢瓦三河镇（Cloyes-les-Trois-Rivières）。

## 地理
维勒讷伊堡（47°58'57"N, 1°20'40"E）面积8.41 平方千米，位于法国中央-卢瓦尔河谷大区厄尔-卢瓦省，该省份为法国北部内陆省份，北起顺时针与厄尔省、伊夫林省、埃松省、卢瓦雷省、卢瓦-谢尔省、萨尔特省和奧恩省接壤。
与维勒讷伊堡接壤的市镇（或旧市镇、城区）包括：蒂维尔。
维勒讷伊堡的时区为UTC+01:00、UTC+02:00（夏令时）。

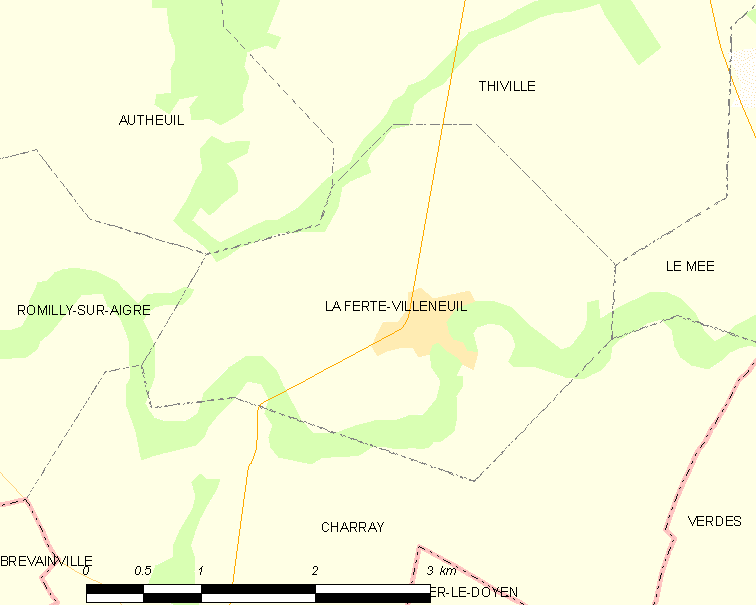
维勒讷伊堡的OSM定位图

## 行政
维勒讷伊堡的邮政编码为28220，INSEE市镇编码为28150。

## 政治
维勒讷伊堡所属的省级选区为布鲁县。

## 人口

1962-2008年间维勒讷伊堡人口变化图示

维勒讷伊堡于2018年1月1日时的人口数量为379人。